# You Got the Silver
You Got the Silver („Du hast das Silber“) ist eine sehr an Blues- und Country-Musik orientierte Ballade des Autorenteams Jagger/Richards. Sie erschien erstmals interpretiert von der britischen Rockgruppe The Rolling Stones 1969 auf deren Album Let It Bleed.
Das Stück hebt sich von den vielen weiteren Songs der Rolling Stones dadurch ab, dass es die erste Aufnahme der Stones ist, bei der der Gitarrist der Band, Keith Richards, alleine den Hauptgesang übernahm. Zuvor hatte Richards mit Jagger gemeinsam zwei Songs gesungen (Something Happened to Me Yesterday und Salt of the Earth, die jeweiligen Schlusssongs der Alben Between the Buttons und Beggars Banquet).

## Komposition und Text
Richards soll das besser zu seiner Stimmlage als zu der von Jagger passende Stück, dessen Text Richards’ seiner damaligen Freundin Anita Pallenberg inspirierten war, auch überwiegend alleine geschrieben haben, also Musik und den Text. Als Autorenduo wird jedoch wie bei allen Stücken Jagger/Richards angegeben.
Es wurde eine Aufnahme eingespielt, bei der Jagger die Lead-Vocals singt, doch die Band und Produzent Jimmy Miller entschieden sich, die Aufnahme für das Album zu verwenden, bei der Richards den Text singt. Dieser handelt davon, dass sich das lyrische Ich im Laufe der Beziehung etwas, wenn nicht gar sehr von seinem Partner abhängig gemacht hat. Dies belegen Textpassagen wie: “Tell me, honey, what will I do // When I’m hungry and thirsty too // Feeling foolish, and that’s for sure // Just waiting here at your kitchen door?”. Auch handelt der Text von weiteren Aspekten der besungenen Liebschaft.

## Besetzung
- Keith Richards: Gesang, Akustikgitarre, E-Gitarre
- Brian Jones: Autoharp
- Bill Wyman: E-Bass
- Charlie Watts: Schlagzeug
- Nicky Hopkins: Klavier, Orgel

You Got the Silver wurde die letzte Aufnahme der Rolling Stones, bei der Gründungsmitglied und ehemaliger Bandleader Brian Jones mitwirkte. Sänger Mick Jagger wirkt dagegen nicht bei der Aufnahme, die auf dem Album zu finden ist, mit. Eine Version, bei der Jagger die Lead-Vocals singt, kursiert inoffiziell als Bootleg in Fankreisen und hat einen hohen Sammlerwert.

## Live-Darbietungen
Die Rolling Stones begannen erst spät, das Stück regelmäßig live darzubieten; 1999 wurde es immer wieder während der No Security Tour gespielt. Für die Tour zum Album A Bigger Bang griffen sie es erneut auf. Richards’ Darbietung im Beacon Theatre wurde vom Filmregisseur Martin Scorsese im Laufe der Dreharbeiten zum Konzertfilm Shine a Light live auf der Bühne aufgenommen. Diese Live-Version ist auch auf dem Shine a Light-Soundtrackalbum zu finden.

## Rezeption
Die Ballade fand auch in Michelangelo Antonionis Film Zabriskie Point Verwendung. Unter Fans und Kritikern gilt You Got the Silver als gelungener Song auf einem überragenden Album. Der Rolling Stone führt das Stück auf Platz 61 ihrer Liste der 100 größten Rolling-Stones-Songs. Für AllMusic ist der Song hingegen ein „akzeptierbares Füllsel“, dem die Arbeit von Richards auf der Slide Guitar, das Klavierspiel von Hopkins und „seltsame Geräusche“ den Stempel der Stones aufprägten.